# Listă de regizori de film - V
|  | Liste alfabetice de regizori de film A - B - C - D - E - F - G - H - I - J - K - L - M - N - O - P - Q - R - S - T - U - V - W - X - Y - Z |

| - Roger Vadim - Luis Valdez - Erik Van Looy - Agnès Varda (1928-) - Gus Van Sant (1953-) - Andres Veiel (1959-) - Gore Verbinski - Michael Verhoeven (1938-) - Paul Verhoeven (1901 - 1975), german | - Paul Verhoeven (1938), olandez - Mircea Veroiu - Herbert Vesely (1931 - 2002) - King Vidor (1894 - 1982) - Robert G. Vignola - Jean Vigo (1905 - 1934) - Joseph Vilsmaier (1939-) - Thomas Vinterberg (1969-) - Bill Viola | - Luchino Visconti (1906 - 1976) - Gheorghe Vitanidis - Frank Vogel (1929 - 1999) - Volker Vogeler (1930-) - Alfred Vohrer (1914 - 1986) - Václav Vorlíček (1930-) - Jurgen Vsych |

### Vedeți și
- Listă de actori - V
- Listă de actrițe - V